# غالب عبد الكافي حميد القرشي
غالب عبد الكافي حميد القرشي باحث، متخصص في السياسة الشرعية، وزير، برلماني يمني، عضو في مجلس النواب، عن الدورة البرلمانية 2003-2009 والكتلة البرلمانية لنواب حزب التجمع اليمني للإصلاح عن الدائرة الانتخابية رقم (16) بأمانة العاصمة صنعاء. درس في كُتّاب قريته، ثم سافر إلى مكة المكرمة عام 1384هـ/1964م؛ فدرس فيها حتى الثانوية العامة، ثم انتقل إلى المدينة المنورة؛ فدرس فيها البكالوريوس، ثم انتقل إلى مدينة الرياض، والتحق بالمعهد العالي للقضاء، وحصل منه على درجتي: الماجستير والدكتوراه في السياسة الشرعية.

## سياسة
عمل سنة 1403هـ/1983م موظفًا في وزارة الأوقاف، وفي سنة 1408هـ/1988م تعين عضوًا في هيئة التدريس في كلية الآداب بجامعة صنعاء. وفي سنة 1412هـ/1992م انتقل إلى كلية الشريعة والقانون في نفس الجامعة عضوًا في هيئة التدريس، كما تعين في نفس العام رئيسًا لدائرة الإعلام والثقافة في الهيئة العليا لحزب (التجمع اليمني للإصلاح). وفي سنة 1413هـ/1993م تعين وزيرًا للأوقاف، وفي سنة 1417هـ/1997م عضوًا في المجلس الاستشاري. وفي سنة 1421هـ/2000م تعين عضوًا في مجلس الشورى. وفي عام 1424هـ/2003م انتخب عضوًا في مجلس النواب.

## مؤلفات
من مؤلفاته:
1. ثبات أولي العزم من الرسل. بحث مخطوط.
2. أوليات الفاروق في السياسة. طبع سنة 1400هـ/1980م, في مجلد.
3. أوليات الفاروق في الإدارة والقضاء. طبع سنة 1407هـ/1987م في مجلدين.
4. الأوقاف والوصايا بين الشريعة والقانون اليمني. مطبوع، دُرّس في جامعة صنعاء.
5. مدخل إلى الاقتصاد الإسلامي. مطبوع. درس في جامعة صنعاء.
6. ولاية المرأة في ميزان السياسة الشرعية. طبع عام 1421هـ/2000م.